# Ustianowa (gromada)
Ustianowa – dawna gromada, czyli najmniejsza jednostka podziału terytorialnego Polskiej Rzeczypospolitej Ludowej w latach 1954–1972.
Gromady, z gromadzkimi radami narodowymi (GRN) jako organami władzy najniższego stopnia na wsi, funkcjonowały od reformy reorganizującej administrację wiejską przeprowadzonej jesienią 1954 do momentu ich zniesienia z dniem 1 stycznia 1973, tym samym wypierając organizację gminną w latach 1954–1972.
Gromadę Ustianowa z siedzibą GRN w Ustianowej (od 30 maja 1953 są to dwie wsie: Ustjanowa Dolna i Ustjanowa Górna) utworzono – jako jedną z 8759 gromad na obszarze Polski – w powiecie ustrzyckim w woj. rzeszowskim na mocy uchwały nr 35/54 WRN w Rzeszowie z dnia 5 października 1954. W skład jednostki weszły obszary dotychczasowych gromad Ustianowa Górna, Równia i Strwiążyk ze zniesionej gminy Jasień oraz obszar dotychczasowej gromady Ustianowa Dolna ze zniesionej gminy Łobozew w tymże powiecie. Dla gromady ustalono 9 członków gromadzkiej rady narodowej.
W 1971 roku gromada Ustjanowa liczyła 791 mieszkańców, zamieszkujących miejscowości: Równia (252), Strwiążek (58), Ustjanowa Dolna (135) i Ustjanowa Górna (346).
1 listopada 1972, w związku ze zniesieniem powiatu ustrzyckiego, gromada weszła w skład nowo utworzonego powiatu bieszczadzkiego w tymże województwie.
Gromada przetrwała do końca 1972 roku, czyli do kolejnej reformy gminnej.